# Кубок світу з біатлону 2015—2016
Кубок світу з біатлону в сезоні 2015—2016 проходив з 29 листопада 2015 року по 20 березня 2016 року й складався з 9 етапів та чемпіонату світу в Холменколлені.
Всього на етапах було розіграно 65 комплектів медалей з таких біатлонних дисциплін: спринт, гонка переслідування, індивідуальна гонка, мас-старт, естафета, змішана естафета та одиночна змішана естафета.
За підсумками сезону володарями Великого кришталевого глобусу в чоловіків став Мартен Фуркад, у жінок — Габріела Соукалова. Малі кришталеві глобуси отримали відповідно: в спринті, гонках переслідування та мас-стартах — Мартен Фуркад та Габріела Соукалова, в індивідуальних гонках — Мартен Фуркад та Доротея Вірер. В заліку естафет Малі кришталеві глобуси завоювали: у чоловіків — Норвегія, у жінок — Німеччина. В змішаній естафеті — Норвегія.

## Національні квоти країн
Кількість біатлоністів, що беруть участь в Кубку світу від окремої національної збірної, визначаєтся у відповідності з місцем команди в Кубку націй у попередньому сезоні. У відповідності до результатів попереднього сезону національні команди будуть представлені наступною кількістю спортсменів:
| Місце в Кубку націй | Реєстрація/Старт    | Чоловіки | Жінки                                                                                            |
| ------------------- | ------------------- | --- | ------------------------------------------------------------------------------------------------ |
| 1 — 5               | 8/6                 | Росія, Норвегія, Франція, Німеччина, Австрія                                                                     | Норвегія, Німеччина, Росія, Україна, Франція                                                     |
| 6 — 10              | 7/5                 | Чехія, Швеція, Італія, Україна, США                                                                              | Білорусь, Польща, Італія, Чехія, Словаччина                                                      |
| 11 — 15             | 6/4                 | Білорусь, Швейцарія, Болгарія, Словенія, Словаччина                                                              | Швеція, США, Фінляндія, Канада, Казахстан                                                        |
| 16 — 20             | 5/3                 | Канада, Естонія, Фінляндія, Латвія, Казахстан                                                                    | Румунія, Естонія, Швейцарія, Болгарія, Словенія                                                  |
| 21 — 25             | 4/2                 | Японія, Польща, Литва, Велика Британія, Румунія                                                                  | Австрія, Японія, КНР, Литва, Південна Корея                                                      |
| 26 — 30             | 3/1                 | Сербія, КНР, Австралія, Угорщина, Нідерланди                                                                     | Андорра, Латвія, Іспанія, Велика Британія, Угорщина                                              |
| Не вийдуть на старт | Не вийдуть на старт | Боснія і Герцеговина, Хорватія, Північна Македонія, Іспанія, Бельгія, Туреччина, Молдова, Греція, Південна Корея | Нова Зеландія, Боснія і Герцеговина, Бразилія, Нідерланди, Греція, Австралія, Молдова, Туреччина |

## Календар
Розклад змагань Кубка світу в сезоні 2015—2016:
| Місце проведення     | Дата                         | Спринт | Персьют | Мас-старт | Індив. гонка | Естафета | Змішана естафета | ОЗЕ | Детальніше      |
| -------------------- | ---------------------------- | ------ | ------- | --------- | ------------ | -------- | ---------------- | --- | --------------- |
| Естерсунд            | 29 листопада — 6 грудня 2015 | ●      | ●       |           | ●            |          | ●                | ●   | детальніше      |
| Гохфільцен           | 11 — 13 грудня 2015          | ●      | ●       |           |              | ●        |                  |     | детальніше      |
| Поклюка              | 17 — 20 грудня 2015          | ●      | ●       | ●         |              |          |                  |     | детальніше      |
| Обергоф → Рупольдінг | 8 — 10 січня 2016            | ●      | ●       | ●         |              |          |                  |     | детальніше      |
| Рупольдінг           | 13 — 17 січня 2016           |        |         | ●         | ●            | ●        |                  |     | детальніше      |
| Антерсельва          | 21 — 24 січня 2016           | ●      | ●       |           |              | ●        |                  |     | детальніше      |
| Кенмор               | 4 — 8 лютого 2016            | ●      |         | ●         |              |          | ●                | ●   | детальніше      |
| Преск-Айл            | 11 — 14 лютого 2016          | ●      | ●       |           |              | ●        |                  |     | детальніше      |
| Холменколлен         | 3 — 13 березня 2016          | ●      | ●       | ●         | ●            | ●        | ●                |     | Чемпіонат світу |
| Ханти-Мансійськ      | 17 — 20 березня 2016         | ●      | ●       | ●         |              |          |                  |     | детальніше      |
| Загалом              | Загалом                      | 9      | 8       | 6         | 3            | 5        | 3                | 2   |                 |

У зв'язку з відсутністю снігу в німецькому Обергофі, четвертий етап Кубка світу був перенесений до Рупольдінгу. Також зазнали змін часові рамки четвертого етапу: замість чотирьох днів (7 — 10 січня), було вирішено скоротити програму до трьох (8 — 10 січня).
Через погодні (ураганний вітер) умови були скасовані мас-старти на останньому етапі в Ханти-Мансійську.

## Медальний залік
Медальний залік станом на 19 березня 2016 року:
| Місце  | Країна    | Золото | Срібло | Бронза | Загалом |
| ------ | --------- | ------ | ------ | ------ | ------- |
| 1      | Франція   | 17     | 14     | 6      | 37      |
| 2      | Німеччина | 14     | 18     | 13     | 45      |
| 3      | Норвегія  | 11     | 8      | 15     | 34      |
| 4      | Росія     | 6      | 3      | 10     | 19      |
| 5      | Чехія     | 5      | 6      | 5      | 16      |
| 6      | Італія    | 5      | 5      | 5      | 15      |
| 7      | Фінляндія | 4      | 2      | 3      | 9       |
| 8      | Австрія   | 2      | 3      | 2      | 7       |
| 9      | Україна   | 2      | 1      | 4      | 7       |
| 10     | Польща    | 0      | 1      | 1      | 2       |
| 10     | Канада    | 0      | 1      | 1      | 2       |
| 11     | Швейцарія | 0      | 1      | 0      | 1       |
| 11     | США       | 0      | 1      | 0      | 1       |
| Всього | Всього    | 65     | 65     | 65     | 195     |

## Таблиці

### Загальний залік. Чоловіки
| Місце | Біатлоніст          | Очки |
| ----- | ------------------- | ---- |
|       | Мартен Фуркад (FRA) | 1152 |
| 2     | Йоганнес Бо (NOR)   | 820  |
| 3     | Антон Шипулін (RUS) | 806  |

| Місце | Біатлоніст          | Очки |
| ----- | ------------------- | ---- |
|       | Мартен Фуркад (FRA) | 379  |
| 2     | Сімон Шемпп (GER)   | 316  |
| 3     | Йоганнес Бо (NOR)   | 298  |

| Місце | Біатлоніст          | Очки |
| ----- | ------------------- | ---- |
|       | Мартен Фуркад (FRA) | 391  |
| 2.    | Антон Шипулін (RUS) | 300  |
| 3.    | Тар'єй Бо (NOR)     | 278  |

| Місце | Біатлоніст              | Очки |
| ----- | ----------------------- | ---- |
|       | Мартен Фуркад (FRA)     | 242  |
| 2.    | Кентен Фійон Майє (FRA) | 162  |
| 3.    | Антон Шипулін (RUS)     | 155  |

| Місце | Біатлоніст                 | Очки |
| ----- | -------------------------- | ---- |
|       | Мартен Фуркад (FRA)        | 140  |
| 2.    | Сімон Едер (AUT)           | 138  |
| 3.    | Домінік Ландертінгер (AUT) | 105  |

### Естафета. Чоловіки
| Місце | Країна    | Очки |
| ----- | --------- | ---- |
|       | Норвегія  | 282  |
| 2.    | Росія     | 255  |
| 3.    | Німеччина | 236  |

## Таблиці. Жінки

### Загальний залік. Жінки
| Місце | Біатлоністка             | Очки |
| ----- | ------------------------ | ---- |
|       | Габріела Соукалова (CZE) | 1106 |
| 2.    | Марі Дорен-Абер (FRA)    | 1043 |
| 3.    | Доротея Вірер (ITA)      | 965  |

| Місце | Біатлоністка             | Очки |
| ----- | ------------------------ | ---- |
|       | Габріела Соукалова (CZE) | 413  |
| 2.    | Марі Дорен-Абер (FRA)    | 336  |
| 3.    | Доротея Вірер (ITA)      | 327  |

| Місце | Біатлоністка             | Очки |
| ----- | ------------------------ | ---- |
|       | Габріела Соукалова (CZE) | 354  |
| 2.    | Доротея Вірер (ITA)      | 348  |
| 3.    | Марі Дорен-Абер (FRA)    | 331  |

| Місце | Біатлоністка             | Очки |
| ----- | ------------------------ | ---- |
|       | Габріела Соукалова (CZE) | 241  |
| 2.    | Марі Дорен-Абер (FRA)    | 236  |
| 3.    | Лаура Дальмаєр (GER)     | 228  |

| Місце | Біатлоністка             | Очки |
| ----- | ------------------------ | ---- |
|       | Доротея Вірер (ITA)      | 154  |
| 2.    | Марі Дорен-Абер (FRA)    | 122  |
| 3.    | Габріела Соукалова (CZE) | 128  |

### Естафета
| Місце | Країна    | Очки |
| ----- | --------- | ---- |
|       | Німеччина | 235  |
| 2.    | Україна   | 234  |
| 3.    | Франція   | 228  |

## Змішана естафета
| Місце | Країна    | Очки |
| ----- | --------- | ---- |
|       | Норвегія  | 264  |
| 2.    | Німеччина | 252  |
| 3.    | Франція   | 223  |

## Кубок націй
| Місце | Країна    | Очки |
| ----- | --------- | ---- |
| 1     | Норвегія  | 7808 |
| 2     | Німеччина | 7518 |
| 3     | Росія     | 7178 |
| 4     | Франція   | 7113 |
| 5     | Австрія   | 6795 |
| 6     | США       | 5988 |
| 7     | Україна   | 5831 |
| 8     | Чехія     | 5688 |
| 9     | Італія    | 5471 |
| 10    | Канада    | 5459 |

| Місце | Країна    | Очки |
| ----- | --------- | ---- |
| 1     | Німеччина | 7406 |
| 2     | Франція   | 7176 |
| 3     | Чехія     | 6944 |
| 4     | Італія    | 6822 |
| 5     | Україна   | 6803 |
| 6     | Росія     | 6361 |
| 7     | Норвегія  | 6324 |
| 8     | Польща    | 6021 |
| 9     | Швеція    | 5415 |
| 10    | Білорусь  | 5390 |

## Досягнення
Перша перемога на етапах Кубка світу
 Доротея Вірер
Перший подіум на етапах Кубка світу
Перемоги в поточному сезоні (в дужках перемоги за весь час)

## Завершення виступів
| Чоловіки - Андреас Бірнбахер - Крістіан Де Лоренці - Іван Черезов - Александер Ус | Жінки - Марін Болльє - Зіна Кочер - Наталія Бурдига |